# Rudolf Haybach
Rudolf Haybach (* 29. Dezember 1886 in Wien; † 15. Februar 1983 ebenda) war ein österreichischer Verleger, Ingenieur, Theaterleiter, Maler und Schriftsteller.

## Leben
Haybach war einer der letzten Universalisten und eine schillernde Figur der Wiener Kunstszene. Er war Maler, Verleger, Schriftsteller, Theaterdirektor, Erfinder, Ausstellungsmacher und Direktor der Wiener Sezession. Als Bauingenieur plante er die heute noch in Betrieb stehende Wasserleitung von Bad Gastein. Rudolfs Vater Anton Haybach kam als Sudetendeutscher aus dem Egerland, seine Mutter aus der Wiener Familie Schaedle. Er wuchs in der Kirchengasse in Wiener Bezirk Neubau auf und besuchte die Schottenfelder Realschule.
Im Ersten Weltkrieg kam Haybach 1915 in russische Gefangenschaft in das sibirische Krasnojarsk. Hier lernte er Heimito von Doderer und eine Gruppe von Freunden kennen (die sog. „Sibiriaken“: Hans von Woynarowicz, Hans Eggenberger, Albrecht Reif, Ernst Scharmitzer, Jossip Zorn und Erwin Lang) kennen, mit denen er später auch in Wien  in Kontakt blieb. In Krasnojarsk half er Erwin Lang bei der Herstellung von Druckplatten, mit denen Werbetexte und Etiketten für die im Gefangenenlager hergestellten Produkte angefertigt wurden. Als Ingenieur fertigte er aus Holz eine Rotationspresse an, auf die Lang selbstgefertigte Linolschnitte spannte und Drucke produzierte, die mit der Erzeugersignatur „Haybachpresse Pav. XVI“ versehen waren, auch für das Theater im Gefängnis wurde geworben.
Der Haybach Verlag
Die Verlagsgründung war eine Fortsetzung der „sibirischen Druckerei“. Die Eröffnungsrede über die Situation der heimischen Künstler hielt Heimito von Doderer. Haybach hatte eine Konzession zur Herausgabe von „illustrierten Werken und Druckgraphik“ erhalten, und zwar unter Berufung auf die Volontärstätigkeit Haybachs in der Spielkartenfabrik Piatnik.  Haybach wollte vor allem Graphikmappen junger Künstler herstellen, wobei er neben Erwin Lang, auch Josef Dobrowsky, Ludwig Heinrich Jungnickel und Franz von Zülow ins Auge fasste. Der Verleger, der von dieser Arbeit nicht leben konnte, arbeitete weiterhin als Ingenieur im Wasserbau. Seine Druckmappen klebte er selbst oder schnitt die Schrift (im Falle Heimitos und Richard Billingers) selbst in die Druckplatten. Rudolf Haybach war der erste Verleger Heimito von Doderers. In Haybachs eigenem, 1921 gegründeten Einmannverlag erschienen Doderers literarische Debüts: als Lyriker (Gassen und Landschaft, 1924), Prosaschriftsteller (Die Bresche, 1924) und Essayist (Der Fall Gütersloh, 1930).
Insgesamt 17 Bücher und Mappen publizierte Haybach zwischen 1922 und 1930, darunter Werke von Richard Billinger (Lob Gottes, Erzengels Morgenruf, 1924), Lilly Steiner und  Albert Paris Gütersloh (Kain und Abel, 1924). Die bibliophilen Auflagen waren klein, die Einkünfte gering. Die letzte Publikation Doderers, Der Fall Gütersloh, bedeutete für den Verlag das finanzielle Ende. Haybach war damals (1930) bereits seit zwei Jahren arbeitslos und musste sich dann mit dem Bemalen von Holzschalen, Türschildern oder von Lampenschirmen über dem Wasser halten.
Doderer und Gütersloh bezeichneten Haybach, ihren Verleger, als „Euphoriker“ und „barocke Romanfigur“. Mit ihnen verband Haybach auch die ideologische Nähe zum Nationalsozialismus. Er trat zum 1. April 1933 der NSDAP bei (Mitgliedsnummer 1.617.924).
Haybach war selbst ebenfalls schriftstellerisch tätig. So verfasste er Wiener Historien (1940) und Unter gotischen Dächern – Sagen und Legenden aus dem alten Wien (1941).
Politische Funktionen
Haybach war zeitweilig Stellvertreter der NS-Kulturgemeinde in Österreich, 1938 auch Leiter der Abteilung „Kunst und Theater“ in der NS-Organisation „Kraft durch Freude“ (KdF) sowie kommissarischer Leiter der Österreichischen Kunststelle.
Das Theater „Die Komödie“
1938 lernte Haybach den Regisseur und Schauspieler Leon Epp kennen, mit dem er das alte Boulevardtheater „Die Komödie“ in der Johannesgasse in Wien (das heutige Metro-Kino) reaktivierte. Haybach pachtete das Theater und investierte auch Privatvermögen. Programm war „anspruchsvolle Dichtung aus der Vergangenheit, die zu Unrecht vergessen wurde“ und „die Uraufführung ostmärkischer Dichter“. Das Theater eröffnete am 28. September 1939 mit der Erstaufführung von Manfred Hausmanns „Lilofee“. Leon Epp inszenierte, Gustav Manker entwarf das Bühnenbild. Haybach, bisher ohne Erfahrung im Theatermetier, war Direktor; Leon Epp künstlerischer Leiter. Zum Ensemble gehörten Elisabeth Epp, Helmut Janatsch, Hans Brand und der junge Josef Meinrad.
Ende April 1941 konnte Rudolf Haybach den Betrieb der „Komödie“ finanziell nicht mehr halten und gliederte das Haus ans Deutsche Volkstheater an, Eigentümer wurde die Deutsche Arbeitsfront. Die „Komödie“ wurde zum zweiten KdF-Theater in Wien, Haybach war dort bis August 1943 Vertreter des Generalintendanten Walter Bruno Iltz.
Bildende Kunst
Nach dem Zweiten Weltkrieg, zwischen 1948 und 1954, war Haybach Generalsekretär und dann Direktor der Wiener Secession, deren Wiederaufbau er nach dem Krieg organisierte.
Seit 1969 arbeitete Haybach an einem eigenen, Hunderte von Ölgemälden und Zeichnungen umfassenden bildnerischen Œuvre. Es zeigt Verwandtschaft zu Cézanne und Vincent van Gogh. In den letzten zwei Jahrzehnten seines Lebens betätigte sich Haybach nur mehr als Maler. Er wurde am Neustifter Friedhof bestattet.

## Schriften
- als Herausgeber: Wiener Historien. Aus alten Tagen der befestigten Stadt, aus der Zeit stolzer Bürger und Handwerker, von Brauch und Sitte, von Minne, Tanz und Tod. Wilhelm Frick Verlag, Wien 1942.
- Unter gotischen Dächern: Sagen und Legenden aus dem alten Wien. Verlag Das Bergland-Buch, Salzburg 1965.
- Franz Grieshofer, Michael Martischnig: Sonderausstellung Häuser im Lungau, Rudolf Haybach, Malerei und Graphik: Katalog. Österreichisches Museum für Volkskunde, Wien 1982.